# Фотоосветительная авиабомба

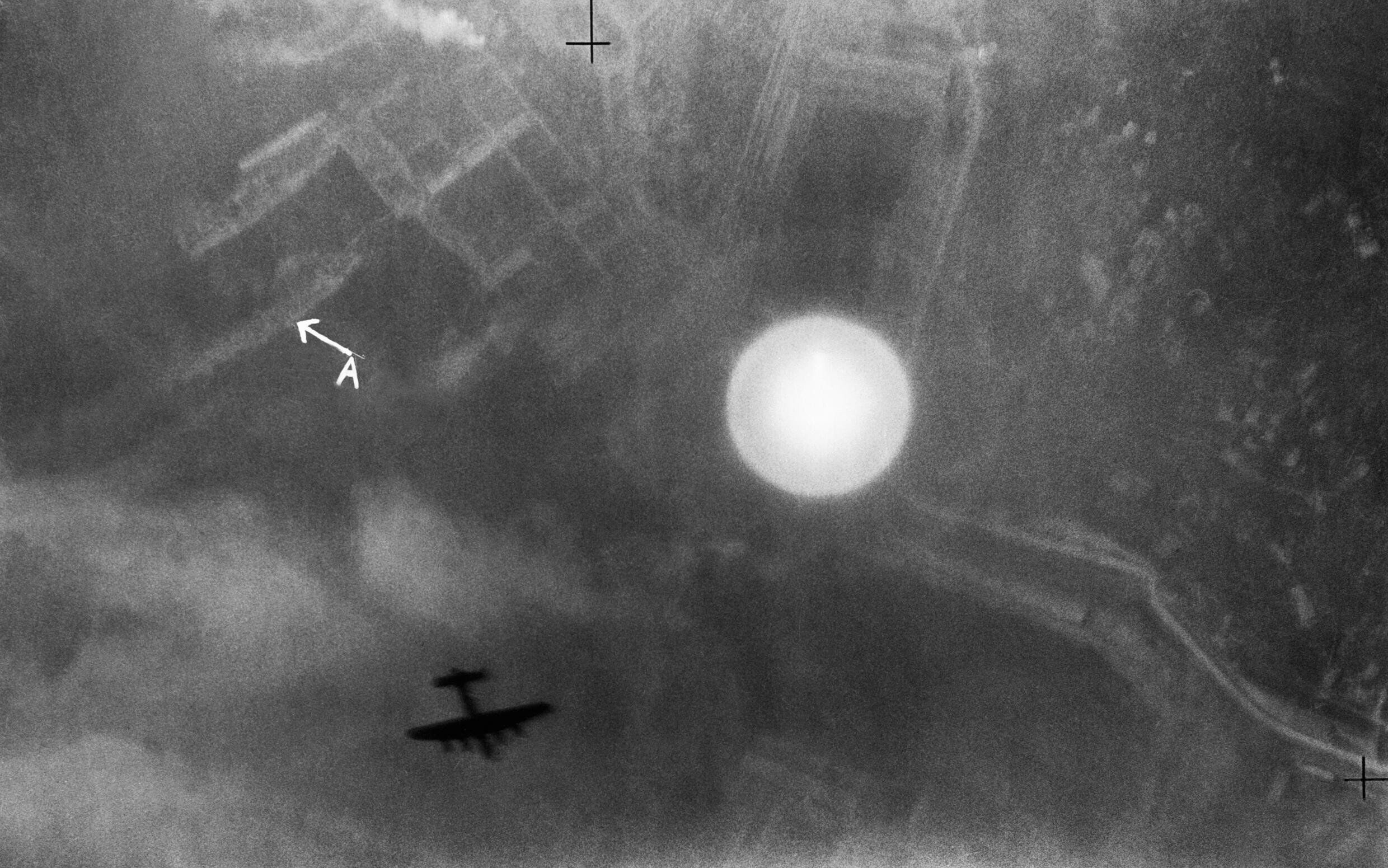
Взрыв британской осветительной бомбы над портом города Специя, апрель 1943 года

Фотоосветительная авиабомба, ФОТАБ — авиационная бомба, создающая мощную кратковременную световую вспышку.
Основной заряд ФОТАБ изготовляется из порошкообразного алюминиево-магниевого сплава, называемого фотосмесью. По оси авиабомбы устанавливается воспламенительно-разрывной заряд (ВРЗ), состоящий из смеси окислителя и порошка алюминия с магнием. Приводится в действие дистанционным взрывателем. Взрывной импульс при его срабатывании передается ВРЗ, взрывом которого разрушается корпус авиабомбы. Фотосмесь разбрасывается, воспламеняется и сгорает с использованием кислорода воздуха. ФОТАБ 100 кг создает вспышку с силой света более 2 млрд свечей длительностью около 0,2 сек.
Авиабомба ФОТАБ-100-80 предназначается для освещения местности при ночном воздушном фотографировании с самолёта с высот до 10 000 м, при скоростях полета до 1000 км/час.
На траектории падения авиабомбы свертывается ветрянка трубки ТМ-24А, и через установленное время замедления срабатывает. Капсюль-детонатор трубки передает импульс детонаторной шашке и детонаторному шнуру. От взрыва воспламенительно-разрывного заряда разрушается корпус бомбы и разбрасывается воспламенённый фотоосветительный состав, от сгорания которого образуется яркая вспышка, освещающая местность для фотографирования.

## Основные данные
- Диаметр корпуса, мм — 280
- Длина авиабомбы, мм — 1039—1052
- Размах стабилизатора, мм — 310
- Вес изделия, кг — 80
- Вес фотоосветительного состава, кг — 27
- Вес воспламенительно-разрывной смеси, кг — 7
- Средняя сила света, млрд. свечей — 2,2
- Общая продолжительность вспышки, сек — 0,15
- Время от начала вспышки до наступления максимума силы света, сек — 0,025